# André Charlet
André Charlet, francoski hokejist, * 24. april 1898, Francija, † 24. november 1954, Francija.
Charlet je bil hokejist kluba Chamonix HC v francoski ligi, za francosko reprezentanco pa je nastopil na dveh olimpijskih igrah in dveh evropskih prvenstvih, na katerih je osvojil po eno zlato in srebrno medaljo.